# 퓰리처상
퓰리처상(영어: Pulitzer Prize)은 미국의 신문 언론, 문학적 업적과 명예, 음악적 구성에서 가장 높은 기여자로 꼽히는 사람에게 주는 상이다. 1917년 미국의 언론인인 조지프 퓰리처의 유언에 따라 제정되었으며, 뉴욕 시에 위치한 컬럼비아 대학교 언론대학원 퓰리처상 선정위원회에 의해 관리된다. 현재는 매년 21개 부문에서 수상이 이루어지며, 수상자는 인증서와 함께 미화 1만 달러를 받게 된다.

## 역사
헝가리 태생의 미국인 신문 출판가인 조지프 퓰리처는 컬럼비아 대학교에 저널리즘 대학 신설과 더불어 상을 제정해 달라고 유언을 남긴다. 퓰리처는 상과 장학금을 위해 25만 달러를 남긴다. 퓰리처는 저널리즘 부문 4개, 문학 작품 및 연극 4개, 교육 부문 1개에 대해서 수상하고 네 개의 유학 장학금을 수여하라고 정하였다. 그의 사후인 1917년 6월 4일 첫 번째 퓰리처상이 열렸으며, 이후 매년 4월에 수상자를 발표한다. 코소보 전쟁과 아프가니스탄 탈레반에 대한 글로 두번이나 퓰리처상을 받은 저널리스트 존 F. 반스처럼 수상을 두번씩이나 받는 이례적인 경우도 존재한다.

## 부문
퓰리처상은 첫 개최 이후 수상 부문이 다양하게 바뀌었다. 아래는 2016년에 수상한 부문의 목록이다.
저널리즘 분야에는 14개의 부문이 있다.
- 공공 서비스(Public Service)
- 속보 보도(Breaking News Reporting)
- 탐사 보도(Investigative Reporting)
- 해설 보도(Explanatory Reporting)
- 지역 보도(Local Reporting)
- 국내 보도(National Reporting)
- 국제 보도(International Reporting)
- 특집 기사(Feature Writing)
- 논평(Commentary)
- 비평(Criticism)
- 사설(Editorial Writing)
- 만평(Editorial Cartooning)
- 속보 사진(Breaking News Photography)
- 특집 사진(Feature Photography)

문학 분야에는 6개의 부문이 있다.
- 픽션(Fiction)
- 연극(Drama)
- 역사(History)
- 전기 또는 자서전(Biography or Autobiography)
- 시(Poetry)
- 일반 논픽션(General Non-Fiction)

음악 분야에는 1개의 부문이 있다.
- 음악(Music)

상 이외에도 언론 대학원의 학생 중 4명을 대상으로 유학 장학금을 제공한다.
또한 비정기적으로 필요한 때에 특별 공로상(Special Citations and Awards)을 수상하기도 한다.

## 같이 보기
- 부커상
- 미겔 데 세르반테스 상
- 내셔널 북 어워드
- 공쿠르상